# Ia Orana Maria
Ia Orana Maria (hrv. Zdravo Marijo) je umjetničko djelo, ulje na platnu, koje je naslikao Paul Gauguin 1891. godine.
Ovim uljem na platnu Gauguin se vratio religijskoj tematici prikazanoj u slikama Žuti Krist (engl. The Yellow Christ), Vizija poslije propovijedi (engl.  Vision after the Sermon) i Zeleni Krist (engl. The Green Christ), a koja ga je zaokupljala za vrijeme njegova boravka u Bretanji (regija na sjeverozapadu Francuske).
Neobično je Gauguinovo osvrtanje na nalet zapadnjačke kulture u život Tahićana, što je dotad nastojao izbjegavati u svojim slikama tražeći nešto više egzotično i nepoznato. Gauguin se u djelu bavi katoličkim prikazom Djevice Marije i Isusa Krista u potpuno drugačijem okruženju. Njih samo aureole razlikuju od dvije pobožne Tahićanke iza kojih se u vegetaciji razaznaje anđeo.
Ova je djelo neznatno veće od većine Gauguinovih slika s velikim brojem detalja. Ostavlja dojam kao da je to utisak svega što je doživio i postigao tijekom prve godine boravka na Tahitiju.
Djelo ima religijski karakter, ali se u mnogočemu razlikuje od tradicionalnih zapadnjačkih prikaza svetosti pa tako i u poziciji dviju pobožnih žena čije držanje je preuzeto iz fotografija budističkog hrama u Borobuduru (Java). Umjetničko djelo kao konačan rezultat ostavlja dojam stapanja istoka i zapada. Slika je izložena u muzeju umjetnosti Metropolitan u New Yorku.

## Vanjske poveznice
The Metropolitan Museum of Art, Ia Orana Maria (Hail Mary)